# Mary Brian
Mary Brian właś. Louise Byrdie Dantzler (ur. 17 lutego 1906 w Corsicana, zm. 30 grudnia 2002 w Del Mar) – amerykańska aktorka filmowa.

## Filmografia
- 1924: Piotruś Pan
- 1930: Królewska rodzina Broadwayu